# Estrenes
Les estrenes són un regal, generalment diners, que per Nadal reben sobretot els xiquets de part de familiars o pròxims. Per regla general les estrenes es donen el dia de Nadal, però hi ha costum, si hom no ha pogut recollir-les, d'allargar-se al dia 26, segon dia de Nadal o dia de Sant Esteve i durant totes les festes.
Al País Valencià també es coneix amb l'expressió "anar a besar les mans" en referència al costum antic d'anar els xiquets a casa els padrins de bateig, avis i altres parents a felicitar-los per Nadal i a arreplegar les estrenes. En eixa visita es tenia costum de besar les mans dels parents per a felicitar-los i en senyal d'agraïment.
La tradició sembla tenir origen en els temps en què els actuals territoris de parla catalana romanien sota el poder de l'Imperi Romà, i el mot prové de la deessa sabina Estrènia. L'origen de les estrenes deriva dels regals augurals –strenae– que els romans es feien per les calendes de gener. A Catalunya consten des del segle xiv. Eren típiques les dels serenos, fanalers, carters, escombriaires... Avui serien estrenes els lots d'empresa, la paga doble, les paneres, les nadales o 'christmas' i la loteria de Nadal (1763).